# Gjáin
Com Háifoss, la petita vall Gjáin (pronunciació islandesa: [ˈcaːu.ɪn]) amb les seves petites cascades, estanys i estructures volcàniques estan situats al sud d'Islàndia. Es troben a mitja hora a peu de la granja històrica de Þjóðveldisbærinn Stöng.
Es pot veure el volcà Hekla des de la cascada.